# Ingrid Mittenzwei

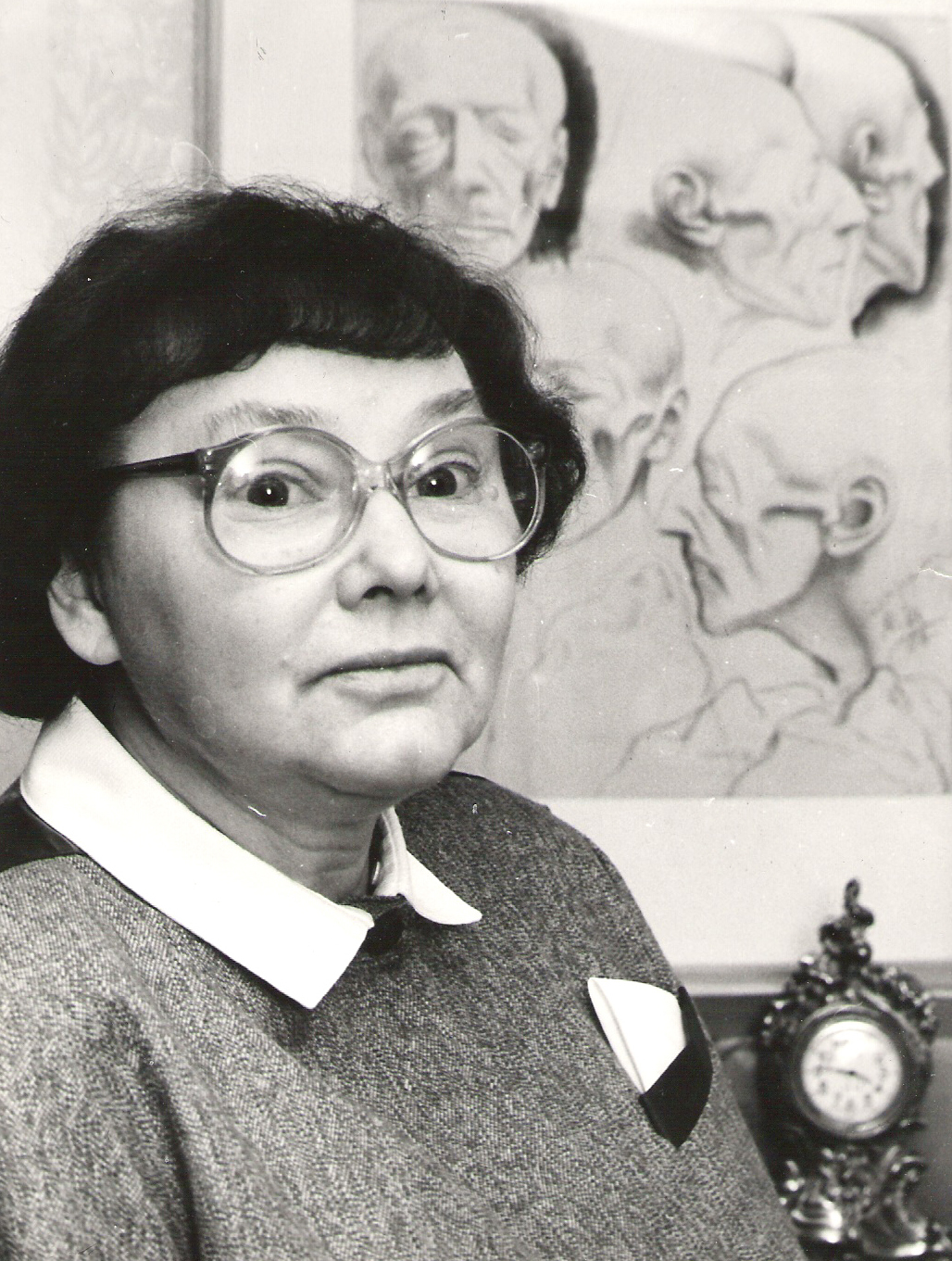
Ingrid Mittenzwei (2001)

Ingrid Mittenzwei (* 14. Mai 1929 in Bochum; † 4. August 2012) war eine deutsche Historikerin.  Von 1980 bis 1989 war sie Professorin am Zentralinstitut für Geschichte an der Akademie der Wissenschaften der DDR. Ihre Veröffentlichungen trugen maßgeblich dazu bei, dass in der DDR positive Aspekte der preußischen Geschichte als Element der staatlichen Identität angenommen wurden.

## Biografie
Ingrid Mittenzwei machte nach der Volksschule eine kaufmännische Lehre. Von 1945 bis 1947 arbeitete sie als Stenotypistin. 1945 trat sie in die KPD ein und wurde 1946 durch die Zwangsvereinigung von SPD und KPD zur SED Mitglied der SED. 1946 wurde sie auch Mitglied der FDJ, die sie 1947 zum Studium delegierte. Zunächst besuchte Ingrid Mittenzwei von 1947 bis 1950 die Vorstudienanstalt (Arbeiter-und-Bauern-Fakultät) in Halle (Saale), wo sie 1950 das Abitur ablegte. Im selben Jahr begann sie an der Martin-Luther-Universität Halle-Wittenberg ein Geschichtsstudium und wurde 1951 zu einem Auslandsstudium an die Schdanow-Universität Leningrad delegiert. Dort beendete sie 1956 das Studium als Diplom-Historikerin und wurde Wissenschaftliche Assistentin am Institut für Gesellschaftswissenschaften beim ZK der SED (IfG) in Berlin, wo sie vorrangig zur Geschichte des Bauernkrieges und der Geschichte des Absolutismus forschte. Dort erfolgte im Februar 1963 die Promotion mit einer Dissertation zum Thema Der Joachimsthaler Aufstand von 1525. Seine Ursachen und seine Folgen. Nach der Promotion wurde Ingrid Mittenzwei Wissenschaftliche Mitarbeiterin am Zentralinstitut für Geschichte an der Akademie der Wissenschaften der DDR, wo sie von 1971 bis 1989 die Forschungsgruppe Deutsche Geschichte 1648–1789 leitete. An der Akademie erfolgte 1976 mit einer Schrift zum Thema Bürgertum und Staat in Preussen nach dem Siebenjährigen Kriege. Auseinandersetzungen um die Wirtschaftspolitik die Promotion B. Von 1977 bis 1990 war sie Mitglied des Redaktionskollegiums des Jahrbuchs für Geschichte des Feudalismus. Von 1980 bis zu ihrer Pensionierung mit ihrem 60. Geburtstag im Jahr 1989 war sie Professorin an der Akademie.
Mittenzweis bedeutendste Leistung war die durch ihre Biografie Friedrichs II. mit angeregte Neubewertung der Person des Königs und der gesamten preußischen Geschichte, die nun als Teil der DDR-Vergangenheit und damit als „Erbe“ angenommen wurde.
Ingrid Mittenzwei wurde 1982 mit dem Orden Banner der Arbeit und 1989 mit dem Nationalpreis der DDR III. Klasse ausgezeichnet. Sie war mit dem Literaturwissenschaftler Werner Mittenzwei verheiratet und lebte in Bernau bei Berlin.

## Schriften
Monografien
- Der Joachimsthaler Aufstand 1525. Seine Ursachen und seine Folgen (= Schriften des Instituts für Geschichte. Band 6). Akademie-Verlag, Berlin 1968.
- Preußen nach dem Siebenjährigen Krieg. Auseinandersetzung zwischen Bürgertum und Staat (= Schriften des Zentralinstituts für Geschichte. Band 62). Akademie-Verlag, Berlin 1979.
- Friedrich II. von Preußen. Eine Biographie. Deutscher Verlag der Wissenschaften, Berlin 1979 (in Westdeutschland im Pahl-Rugenstein Verlag, Köln 1980, ISBN 3-7609-0512-9).
- Brandenburg-Preußen 1648–1789. Das Zeitalter des Absolutismus in Text und Bild. Verlag der Nation, Berlin 1987, ISBN 3-373-00004-1. Pahl-Rugenstein, Köln 1987, ISBN 3-7609-1161-7.
- Zwischen Gestern und Morgen. Wiens frühe Bourgeoisie an der Wende vom 18. zum 19. Jahrhundert (= Bürgertum in der Habsburgermonarchie. Band 7). Böhlau, Wien/Köln/Weimar 1998, ISBN 3-205-98872-8.

Herausgeberschaften
- Friedrich II. von Preußen. Schriften und Briefe. Reclam, Leipzig 1985, und Röderberg-Verlag Frankfurt am Main 1986, ISBN 978-3-87682-352-2.

## Belege
1. ↑  Friedrich: Ein Denkmal kehrt zurück. In: Der Spiegel 32/1986 vom 4. August 1986; S. 142–145

| Personendaten    | Personendaten         |
| ---------------- | --------------------- |
| NAME             | Mittenzwei, Ingrid    |
| KURZBESCHREIBUNG | deutsche Historikerin |
| GEBURTSDATUM     | 14. Mai 1929          |
| GEBURTSORT       | Bochum                |
| STERBEDATUM      | 4. August 2012        |